# حسنی، بنو
حسنی، بَنو (به انگلیسی: Hassani, Bannu) شهری کوچک از شوراهای اتحادیه در پاکستان است که در خیبر پختونخوا واقع شده‌است.